# Bombardeo cinético

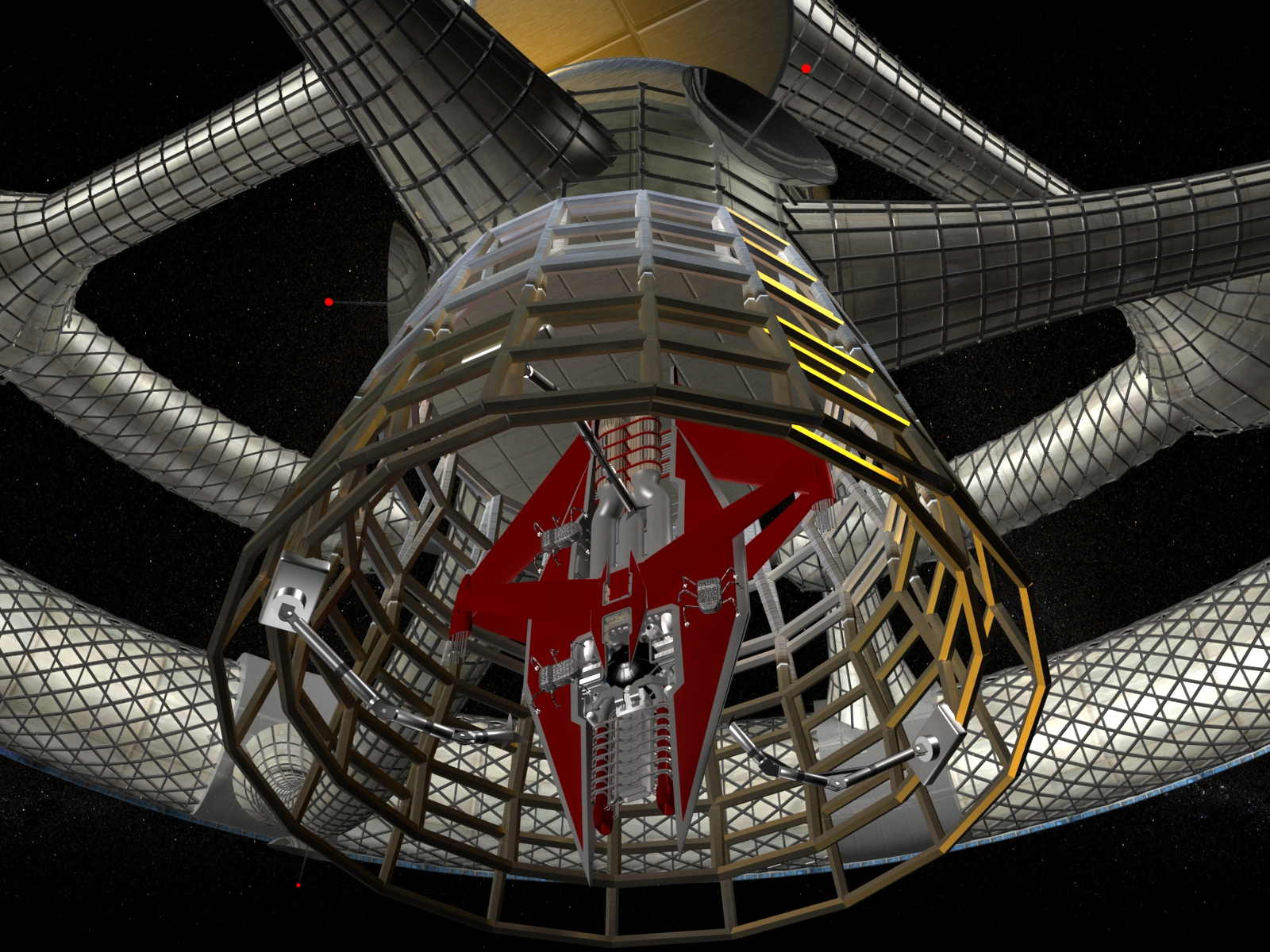
Proyecto Thor es un sistema de armas ideado que dispara proyectiles cinéticos desde la órbita terrestre para dañar objetivos en el suelo

El bombardeo cinético es el acto de atacar desde el espacio una parte de la superficie planetaria con un proyectil no explosivo donde la fuerza destructiva proviene de la energía cinética liberada durante el impacto del proyectil. La fuerza resultante puede ser explicada por la fórmula Ek = 0.5mv2 donde Ek es la energía cinética, m la masa del objeto y v la velocidad.
Otros bombardeos con proyectiles cinéticos no orbitales como el lanzamiento de piedras mediante máquinas de asedio tales como catapultas o fundíbulos se consideran guerra de asedio, no bombardeo cinético.

## Proyectos teóricos reales

### Proyecto Thor
Proyecto Thor es un sistema de armas ideado que dispara proyectiles cinéticos desde la órbita terrestre para dañar objetivos en el suelo. Se dice que el concepto surgió en un estudio clasificado de la Fuerza aérea de los Estados Unidos en los años 1950.
El sistema descrito consiste en un "poste telefónico" orbital de tungsteno con pequeñas aletas y un computador guía. El arma puede tener un tamaño de pocos metros de longitud.
El tiempo entre pérdida de órbita e impacto sería de pocos minutos y dependiendo de las órbitas el sistema tendría un alcance mundial. No hay necesidad de desplegar misiles, aviones u otros vehículos. Aunque el tratado SALT II (1979) prohibió el despliegue de armas de destrucción masiva en órbita, no prohibió la colocación de armas convencionales.
Esta arma causa daño debido a que se mueve a velocidades orbitales, de como mínimo 9 kilómetros por segundo. La cantidad de energía liberada por la versión más grande cuando choca contra el suelo es comparable con una pequeña bomba nuclear o una bomba convencional muy grande. Las armas más pequeñas liberarían una energía comparable a una bomba convencional de unas 500 libras.
La forma de barra es óptima porque mejora la reentrada atmosférica y maximiza la capacidad para penetrar objetivos resistentes o enterrados. El dispositivo mayor sería capaz de alcanzar búnkeres subterráneos muy profundos y otros centros de control y mando. Las barras más pequeñas serían empleadas para uso antiblindaje, antiaéreo, antisatélite y antipersonal.
La defensa contra esta arma es muy complicada. La velocidad de impacto es muy alta y la sección visible en el radar es muy pequeña. El lanzamiento es muy difícil de detectar, podría ser cualquier señal de infrarrojos detectada en órbita, en cualquier posición. Esta señal infrarroja también es mucho más débil que la debida al lanzamiento de un misil balístico. Un inconveniente del sistema es los sensores del arma son inútiles durante la reentrada atmosférica debido al recubrimiento de plasma que se desarrolla a su alrededor, de forma que sería difícil acertar a un objetivo móvil si este realiza alguna maniobra imprevista.
La versión grande se lanzaría de forma individual, mientras que las versiones menores se lanzarían desde «vainas» o «portadores» que contendrían varias barras.

### Barras de Dios
Es un sistema de satélites con proyectiles de wolframio de 6 metros de longitud, cuyo concepto fue desarrollado a finales de los 80. En este concepto, el proyectil impactaría (en ausencia de atmósfera que lo frene) a una velocidad de 10,980 metros por segundo (que es la velocidad de escape terrestre), resultando en la aniquilación total del blanco a pesar de estar en un búnker muy profundo. La fuerza desplegada sería la de una bomba nuclear pequeña.
El problema principal sería el número de satélites a poner en órbita para cubrir una porción de la tierra, y esperar el momento de posicionamiento sobre el blanco, y la altura adecuada para evitar que la barra se desintegre mientras atraviesa la atmósfera.

## En la ciencia ficción
- En la novela La Luna es una cruel amante (1966) de Robert A. Heinlein, los colonos lunares rebeldes lanzan rocas sobre la tierra mediante un railgun instalado en la Luna.
- En el libro Footfall de Larry Niven y Jerry Pournelle, alienígenas lanzan el sistema Thor sobre una división acorazada estadounidense.
- El escritor británico Peter F. Hamilton describe en The Night's Dawn Trilogy un arma llamada arpón cinético que se lanza desde órbita y se usa para ataques de precisión. El efecto de esta arma se puede mejorar desplegando varios proyectiles en un patrón calculado para que produzcan ondas de choque en el suelo, hasta que se produzca un terremoto artificial.
- En el juego de ordenador Syndicate Wars, una corporación todopoderosa llamada Eurocorp posee el arma «Lluvia de Satélites», que consiste en barras de un metal pesado que se pueden disparar desde satélites. Estas barras se fundirían parcialmente en la atmósfera y golpearían el objetivo a una velocidad extremadamente alta, causando una devastación masiva.
- En la novela "Casa del Sol" del universo Shadowrun de Nigel D. Findley, se explica que el Proyecto Thor se empleó por varias megacorporaciones cuando aumentaron las tensiones en la isla-nación de Hawai'i y casi empieza una guerra entre la nación y varias megacorporaciones y organizaciones criminales.
- También en el universo Shadowrun, hay «disparos Thor» que funcionan como se describe anteriormente. Uno se usó contra Art Dankwalther, un hombre en mitad de una guerra económica contra una megacorporación.
- En el universo de Halo las principales armas de las naves del UNSC, los cañones de aceleración magnética utilizan el sistema de bombardeo cinético para destruir instalaciones de los insurrectos y posteriormente enfrentarse a las naves del Covenant.
- En el libro Star Wars: Shatterpoint, el autor Matthew Stover describe el «arma cinética antiemplazamiento orbital», que consiste en barras orbitales con cohetes de maniobra, que se pueden usar para derribar objetivos enemigos.
- En el tomo 12 del cómic Global Frequency de Warren Ellis, Miranda Zero y un grupo de operaciones montado a toda prisa evitan el disparo de una barra de tungsteno contra Chicago desde una plataforma orbital secreta con un mal funcionamiento, construida por Strategic Defense Initiative de Estados Unidos.
- En el libro Quantico de Greg Bear, se usan vainas de «lazas orbitales» para destruir a terroristas en La Meca.
- En el Archivo Dresden, un personaje hace caer un antiguo satélite soviético sobre sus enemigos.
- La Honda de David, de Marc Stiegler (1988) describe tanto los proyectiles cinéticos tipo barra antiblindaje como «poste» antibúnker.
- En la modificación de Command & Conquer: Generals - Zero Hour, el general Alexis Alexander tiene el poder de lanzar barras de tungsteno desde un satélite en órbita.
- En The Shiva Option de David Weber, la Gran Alianza utiliza varios asteroides grandes para aniquilar uno de los «mundos-colmena» de los Arácnidos.
- En el juego de FPS de Infinity Ward: Call Of Duty: Ghosts se hace una referencia a este satélite llamado Thor, solo que en el juego se llama Odín, acorde a la mitología Odín es el padre del Dios Thor, además, en el modo multijugador al obtener 30 bajas sin morir, obtienes el ataque K.E.M, que es un proyectil cinético.
- En la película "G.I. Joe: Retaliation" Cobra utiliza el sistema  "Zeus" para dejar caer barras de Tungsteno desde un satélite orbital.
- En el juego de video "Tom Clancy's EndWar", el arma de destrucción masiva de los EE. UU. es el lanzamiento de barras cinéticas desde un satélite militar en órbita sobre el enemigo que causa una explosión equivalente a una pequeña ojiva nuclear.
- En el primer volumen de la novela ligera Sekai Saikō no Ansatsusha, Isekai Kizoku ni Tensei Suru, el protagonista desarrolla y utiliza el hechizo Gungnir que consiste en multiplicar la gravedad de un objeto metálico pesado por un número negativo para elevarlo a una gran altura y después dejarlo caer sobre el objetivo.
- En la novela Convergencia: Planeta Z-3.405 de Germán Trapp se habla de un bombardeo cinético a la Tierra por parte de una facción extraplanetaria llamada Unión Interplanetaria.